# Sorbia laterialba
Sorbia laterialba är en skalbaggsart som beskrevs av Stefan von Breuning 1939. Sorbia laterialba ingår i släktet Sorbia och familjen långhorningar. Inga underarter finns listade i Catalogue of Life.